# Oumar Diakhité
Oumar Diakhité (Kédougou, 9 dicembre 1993) è un calciatore senegalese, difensore dell'Aalborg.

## Carriera

### Club
Il 1º luglio 2015 viene acquistato dalla squadra portoghese dell'Estoril Praia.
Il 28 giugno 2021 viene ceduto al Sandhausen.